# Казимира Адамська-Роуба
Казимира Антонівна Адамська, у шлюбі Адамська-Роуба (1896 (або 1893), Ольвіополь (нині Первомайськ, Миколаївська обл.), Херсонська губернія — 2 квітня 1941, Вільнюс, Литва) — польська художниця і графікеса.

## Біографія
Казимира Адамська народилася 1896 року (за іншими даними 1893) у польській родині міщанина Адамського Антона Казімировича (1858) та Адамської Варвари Карлівни (1864) в Ольвіополі Херсонської губернії. В родині було п'ятеро дітей: Марьян (1887), Вацлав (1892), Казимира (1893), Владислав (1895), Кароліна (1899). Майбутню художницю назвали на честь її діда Казимира.
Початкову освіту Казимира отримала у Ольвіополі. Навчання продовжила у приватній жіночий гімназії Єфімовської у тодішньому Єлисаветграді (нині Кропивницький), яку закінчила у 1911 році. У той же час навчалася у вечірніх класах малювання та графіки. Серед її викладачів були художники-педагоги О. Біркін та Ф. Козачинський, випускник Петербурзської Академії мистецтв та учень Іллі Рєпіна, засновник першої картинної галереї у Єлисаветграді.
У 1918 році навчалася у Київській школі рисунку та в Українській академії мистецтв, яка була у той час утворена. Нині це Національна Академія образотворчих мистецтв і архітектури. Її вчителями були М. Бурачек і Георгій Нарбут, у майстерні якого вона працювала до 1920 року.
У 1920 році від тифу помер батько, Антон Адамський, а також і керівник майстерні Георгій Нарбут. У цей час завершила навчання на медичному факультеті Київського університету молодша сестра Кароліна, і Казимира з мамою та сестрою виїхала за кордон.
З 1920 року Казимира жила і працювала у Вільно (нині Вільнюс) працюючи вчителькою малювання, та друкувалася як художня критикиня.
У 1921 році одружилася з польським художником та графіком Міхал Роуба, одним із засновників і тривалий час керівником Віленського товариства художників-пластиків, учасником полько-радянської війни 1918—1920 років. У 1924 році подружжя переїхало на навчатися до Парижа.
Померла раптово у 1941 році. В одному із вільнюських джерел зазначено, що вона «була вбита під час військових дій». У спогадах родички вона померла у 1939 році у Вільнюсі.
Казимира, Міхал і Наполеон Роуба (свекр) поховані на Бернардинському цвинтарі у Вільнюсі. Їх надгробки поновили на початку XXI ст. за ініциативою польської сторони.

## Творчість
Роботи тушшю Адамської за стилем нагадують графіку Обрі Бердслі, популярного на той час англійського художника-модерніста.
В живопису художниця віддавала перевагу портретам і пейзажам.
У 1925 році разом з чоловіком розписала костел Святого Петра і Павла у Рожанці Гродненської області у Білорусі. Були написані 10 сцен в стилі примітивізму із життя Святого Петра і Павла на торцових нефах собору, два монументальних зображення святих, орнаментально-символичні зображення на арках і декоративні розетки на склепіннях.
У тому ж стилі у 1926 році був розписаний костьол у Жолудку Гродненської області, а у 1932 році костел в селі Костянтиновому Мінської області Білорусі.
Свекр Казимири Наполеон Роуба послугував участі подружжя у реставрації костелів Білорусі. Частина робіт під час Другої світової війни була втрачена.
Казимира Адамська належала до Вільнюського товариства образотворчого мистецтва, а в 1929—1930 роках редагувала «Вільнюську палітру» («Paleta Wilna»), яка була безкоштовним додатком до журналу «Słowo». Її роботи включали пейзажі, плакати, ліногравюри та ілюстровані книги та журнали. За професійною діяльністю була вчителькою малювання в середніх школах Вільнюса.

## Виставки
У 1913 році Казимира Адамська брала участь в єлисаветградській Першій художній виставці. У Кіровоградському обласному краєзнавчому музеї зберігся каталог цієї виставки.
Була знайома із багатьма митцями та організаторами виставок початку XX ст. у Єлисаветграді, зокрема, із О. Осьмьоркіним та А. Нюренбергом.
У 1915 році роботи Казимири Адамської були виставлені у Києві.
У 1920 році у Польщі у Національній галереї мистецтв Захента.
Її твори експонувалися в одній з найпрестижніших галерей сучасного мистецтва у Варшаві.
Адамська-Роуба брала участь у виставках у Вільнюсі, Варшаві, Львові, Кракові а також в Парижі і в США. Виставлялися її живописні твори, акварелі, ліногравюри, туш, барельєфи, плакати, книжкові ілюстрації.

## Нагороди
5 серпня 1938 року нагороджена Хрестом Незалежності, покликаним «вшанувати людей, які активно сприяли незалежності Польща в період до або під час світової війни та під час бойових дій польських збройних сил у 1918–1921 роках".